# Trens (sèrie de televisió)
Trens (títol original en rus, Паровозик Тишка; transcrit com a Parovozik Tixka) és una sèrie d'animació russa destinada per a un públic de 3 a 7 anys. Explica les aventures de diversos trenets, el principal dels quals és en Tixka. Els dibuixos animats van ser creat per AA Studio sense el suport financer de l'estat rus. S'ha doblat al català.
Es va emetre al programa Spokoinoi notxi, malixi! (Спокойной ночи, малыши!, lit. ‘Bona nit, petitons!’) del canal de televisió Rússia 1, on es va estrenar el gener de 2013, i al canal Karussel. El 2014 també es va emetre al canal Mult, així com a altres canals O!, Multik HD, Tlum HD i Detski.
La sèrie va participar en el programa del festival de cinema d'animació KROK de 2013.